# Австрийско-германские отношения
Австрийско-германские отношения — двусторонние дипломатические отношения между Австрией и Германией. Протяжённость государственной границы между странами составляет 801 км.

## История
В 1938 году ситуация вокруг возможного присоединения Австрии к нацистской Германии была предметом обсуждения на международном уровне из-за подписания этими странами Берхтесгаденского соглашения, а также состоявшихся переговоров 12 февраля 1938 года между Адольфом Гитлером и Куртом Шушнигом. Спустя короткий промежуток времени Австрия прекратила своё существование после вхождения в состав Третьего рейха, где была преобразована в Альпийские и дунайские рейхсгау.
После окончания Второй мировой войны Австрия была оккупирована войсками стран Антигитлеровской коалиции, но, в отличие от Германии, считалась жертвой войны и именовалась освобожденной территорией. Например, в отличие от немцев, австрийцам разрешалось путешествовать иностранными авиалиниями. Австрийцы отрицали своё участие в преступлениях нацистов в период с 1938 по 1945 год, а также напоминали о своей роли в сопротивлении нацистскому режиму. Австрийские политики часто заявляли о жертвенном статусе страны в ходе войны, а также старались не афишировать свои прошлые связи с Третьим рейхом. В 1955 году Австрия и Федеративная Республика Германия официально восстановили дипломатические отношения, затем было открыло австрийское посольство в Бонне, где до этого с 1950 года существовал так называемый «связной пункт».
В Германии некоторые политики даже после 1945 года заявляли о желании возобновить союз с Австрией, в частности представители Свободной демократической партии и Христианско-социального союза. В 1958 году Франц Йозеф Штраус заявил в своем выступлении в Бундестаге, что вопрос об объединении Германии также повлияет и на Австрию. В 2011 году немецкий политик из ХСС Ханс Меркель заявил, что Австрия — это одна из двух частей Германии. Похожие заявления звучали и от некоторых австрийских политиков. С 1945 по 1955 год Зальцбург являлся центром американских оккупационных войск в Австрии и в этот период времени предъявил территориальные претензии на Берхтесгаденер-Ланд, что вызвало возмущение в Баварии. 15 мая 1955 года Австрийская Республика восстановила полный суверенитет, подписав Декларацию о независимости Австрии. Австрия отразила в конституции запрет на объединение с другими странами. Германия резко критиковала решение австрийцев о политике нейтралитета, а также за национализацию германской собственности на своей территории, но в конечном счете федеральный канцлер ФРГ Конрад Аденауэр не стал обострять отношения, что привело к усилению национальной идентичности в Австрии. В 1960-х и 1970-х годах наблюдалось устойчивое усиление двусторонних экономических и культурных связей между ФРГ и Австрией. В 1976 году курс австрийского шиллинга и немецкой марки был привязан друг к другу, что стало следствием тесной экономической интеграции.
После раздела Германии Австрия поддерживала политику ФРГ и не признавала существование ГДР. 21 декабря 1972 года Австрия осуществила дипломатическое признание ГДР после подписания Основополагающего договора между ГДР и ФРГ. В 1975 году Австрия и ГДР подписали консульский договор, что стало толчком для развития двусторонних отношений. Это был первый договор, заключенный ГДР со страной Западной Европы, согласно которому Австрия признавала гражданство ГДР. Федеральный канцлер Австрии Бруно Крайский отвечал на критику ФРГ, что Австрия продолжит признавать гражданство ГДР так как эта страна является членом Организации Объединенных Наций. Весной 1978 года Бруно Крайский совершил первый официальный государственный визит в ГДР. Австрия и ГДР поддерживали положения Хельсинкского заключительного акта, который определил границы послевоенной Европы, в том числе между Восточной и Западной Германией. Кроме того, оба государства страдали от продолжающейся Холодной войны, так как располагались в буферной зоне между противостоящими военными блоками.
Австрийские власти помогали гражданам ГДР перебраться в ФРГ. В 1989 году власти Австрии и Венгрии организовали Европейский пикник, в результате чего около тысяч граждан ГДР смогли перебраться на запад через Шопрон. Австрийские федеральные железные дороги оказывали содействие восточногерманским беженцам в их стремлении попасть в ФРГ. Несмотря на то, что Австрия поддерживала добрососедские отношения с ГДР и проводила политику нейтралитета, она поддержала воссоединение Германии, которое произошло 3 октября 1990 года.
В 1995 году Австрия присоединилась к Европейскому союзу, что привело к качественному изменению в лучшую сторону двусторонних отношений с Германией. В 2012 году в Германии проживало 210 тыс. австрийцев и 213 тыс. граждан Германии проживало в Австрии. Для Австрии Германия является самым важным торговым партнером: около 40 % австрийского импорта поступает из Германии и около 1/3 экспорта Австрии поставляет в Германию. Более 43 % всех прямых иностранных инвестиций в Австрию поступает из Германии, для которой она является самым крупным инвестиционным партнером за рубежом. Немецкие компании присутствуют в Австрии: банковская сфера, медиакомпании и сети супермаркетов. Около 40 % номеров в гостиницах Австрии приходится на туристов из Германии. Австрия являлась шестым по важности торговым партнером Германии и самым важным для Баварии. Кроме того, Австрия осуществляет у Германии закупки электричества зимой.
4 сентября 2015 года канцлер Германии Ангела Меркель приняла решение провести переговоры с главами правительств Австрии и Венгрии по вопросам Европейского миграционного кризиса. В результате переговоров был разработан план по перекрытию балканского маршрута для беженцев.